# Mamores
Mamores – pasmo w Grampianach Zachodnich, w Szkocji. Mamores to pasmo wciśnięte między Pasmo Ben Nevis na północy a Pasmo Glencoe na południu. Rozciąga się na przestrzeni 18 km od rzeki Kiachnish na zachodzie do Abhainn Rath na wschodzie. Najwyższym szczytem pasma jest Binnein Mòr, który osiąga wysokość 1130 m.
Najważniejsze szczyty:
- Binnein Mòr (1130 m),
- Sgurr a’ Mhàim (1099 m),
- Na Gruagaichean (1056 m),
- Am Bodach (1032 m),
- Sgurr Eilde Mòr (1010 m),
- Stob Bàn (999 m),
- An Gearanach (982 m),
- Stob Coire a’ Chàirn (981 m),
- Binnein Beag (943 m),
- Mullach nan Coirean (939 m).